# Peloponnesos (region)
Peloponnesos är en administrativ region i Grekland, som omfattar huvuddelen av halvön med samma namn, det vill säga de fem prefekturerna Arkadien, Argolis, Korinth, Lakonien och Messenien. Regionen omfattar 15 490 km² och hade 650 310 invånare 2005. Administrativ huvudort är Tripoli. Regionen skapades 1987.